# Sebago Lake
Der Sebago Lake ist der tiefste und zweitgrößte See im US-Bundesstaat Maine. 
Der Stausee wird vom Sebago Lake Dam (⊙) aufgestaut. An seiner tiefsten Stelle ist der See, dessen Wasserspiegel durch Aufstau angehoben wurde, 96 m  tief und hat eine durchschnittliche Tiefe von 30 m. Seine Oberfläche beträgt 117 km², seine Länge 19,3 km. Die Uferlänge beläuft sich auf 169 km. Da die Oberfläche ca. 82 m über dem Meeresspiegel liegt, liegt der tiefste Punkt unter dem Meeresspiegel.
1938 eröffnete der Staat Maine das Sebago-Lake-Naturschutzgebiet. Schon zuvor war das Gebiet ein Erholungsgebiet gewesen. Das größtenteils bewaldete Naturschutzgebiet, das 557 ha umfasst, hat zwei öffentliche Bootsanlegestellen, Campingplätze und Hütten. Sebago Lake befindet sich in dem Teil von Maine, den die Tourismusindustrie als die „Lakes Region“ bezeichnet.
Der See befindet sich in Cumberland County und grenzt an die Kleinstädte Casco, Naples, Raymond, Sebago, Standish und Windham.